# Campiña Sur Cordobesa

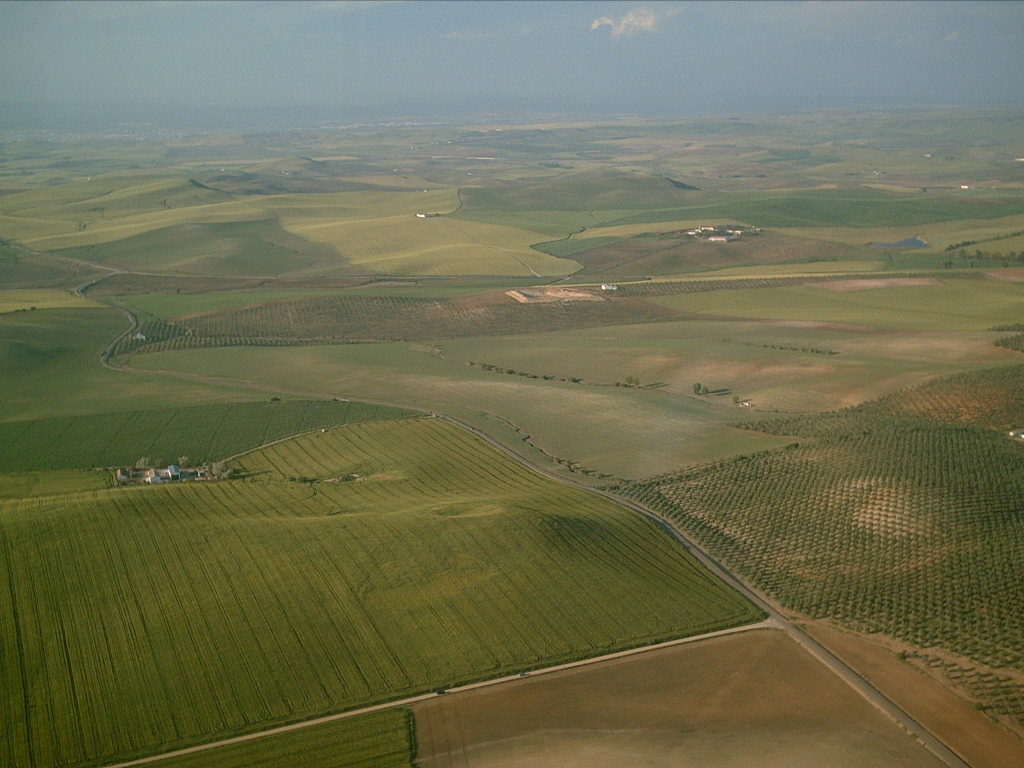
Paysage typique

La Campiña Sur Cordobesa est une comarque située dans la province andalouse de Cordoue.

## Communes
La comarque comprend 11 communes:
- Aguilar de la Frontera (13 746 hab.)
- Fernán-Núñez (9 736 hab.)
- Montalbán de Córdoba (4 591 hab.)
- Montemayor (4 071 hab.)
- Montilla (23 840 hab.)
- Monturque (2 021 hab.)
- Moriles (3 966 hab.)
- Puente Genil (31 419 hab.)
- La Rambla (7 601 hab.)
- San Sebastián de los Ballesteros (829 hab.)
- Santaella (6 090 hab.)